# Lasserre (Haute-Garonne)
Lasserre (okzitanisch: La Sèrra) ist eine Ortschaft und eine Commune déléguée in der Gemeinde Lasserre-Pradère mit 982 Einwohnern (Stand: 1. Januar 2017) in Südfrankreich, in der Region Okzitanien und im Département Haute-Garonne. Sie gehörte zum Arrondissement Toulouse und zum Kanton Léguevin. Die Einwohner heißen Lasserrois(es).
Zum 1. Januar 2018 wurden Lasserre und Pradère-les-Bourguets zur Commune nouvelle Lasserre-Pradère zusammengeschlossen. Lasserre ist seitdem Commune déléguée. Der Verwaltungssitz befindet sich im Ort Lasserre.

## Geografie
Lasserre liegt etwa 22 Kilometer westnordwestlich von Toulouse. Umgeben wird Lasserre von den Ortschaften Pradère-les-Bourguets im Norden und Nordwesten, Lévignac im Norden und Nordosten, Pibrac im Osten, Brax und Léguevin im Südosten sowie Mérenvielle im Westen und Südwesten.
Durch die Commune déléguée verläuft die Route nationale 224.

## Bevölkerungsentwicklung
| Jahr                      | 1962 | 1968 | 1975 | 1982 | 1990 | 1999 | 2006 | 2012 |
| ------------------------- | ---- | ---- | ---- | ---- | ---- | ---- | ---- | ---- |
| Einwohner                 | 192  | 213  | 276  | 465  | 574  | 647  | 838  | 989  |
| Quelle: Cassini und INSEE |      |      |      |      |      |      |      |      |

## Sehenswürdigkeiten
- Kirche Saint-Martin